# Rörelsefolkhögskolornas intresseorganisation
Rörelsefolkhögskolornas intresseorganisation (RIO) har till uppgift att främja och tillvarata de folkrörelse-, organisations-, stiftelse- och föreningsägda folkhögskolornas intressen och representerar 110 av Sveriges 154 folkhögskolor (2021).
Organisationen bildades 1963. Till en början utsåg olika huvudmannagrupper sina representanter i styrelsen men 1995 upplöstes gruppindelningen. Uppgifter för RIO har från start fram till idag varit att handha politiska kontakter till exempel svara på remisser och göra uppvaktningar, samla in underlag, anordna kurser och seminarier, samt att informera. RIO ansvarade förr även för kurser till administrativ personal. 1981 skapades ett gemensamt informationskontor under namnet Folkhögskolornas informationstjänst (FIN) som drevs av RIO under 10 år och som därefter blev en del i Folkbildningsrådets verksamhet. Tjänsten flyttades 2014 till nybildade Folkhögskolornas serviceorganisation där RIO är en av uppdragsgivarna.
Rörelsefolkhögskolornas intresseorganisation är en av huvudmännen för Folkbildningsrådet, som bildades 1991 och som har i uppdrag att fördela statsbidraget till folkbildningen och följa upp dess användning.